# Dekánské sultanáty

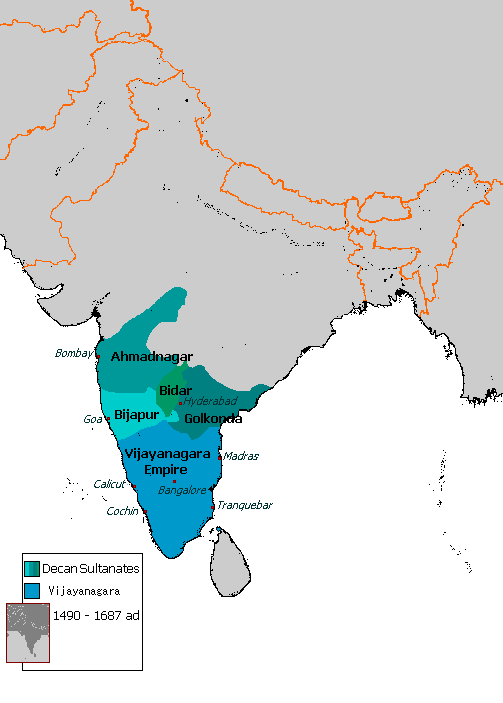
Dekánské sultanáty, na jih od nich Vidžajanagarská říše, kterou dobyly

Dekánské sultanáty je pojem označující pět středověkých indických monarchií v Dekánské plošině, na jih od pohoří Vindhja k řece Krišna. Všechny byly ovládnuty muslimskými dynastiemi, ačkoli původ měly různý, náboženský i etnický. Šlo o Ahmadnagarský sultanát, Berarský sultanát, Bidarský sultanát, a sultanáty Golconda a Bižápur. Osamostatnily se během pozvolného rozpadu Bahmanského sultanátu, Ahmadnagar, Berar a Bižápur roku 1490, Golconda v roce 1518 a nakonec Bidar roku 1528. Ačkoli byly zpočátku rivaly, v roce 1565, již jako muslimská království, se sjednotily v boji proti hinduistické Vidžajanagarské říši, jež ležela na jih od nich, a kterou společně porazily v bitvě u Talikoty. Její hlavní město pak vyplenily. V roce 1574, po převratu v Beraru, ho Ahmadnagar napadl a dobyl. V roce 1619 byl Bidar anektován Bižápurem. Dekanské sultanáty si později podmanila Mughalská říše, jako poslední byly pohlceny Golconda a Bižápur při Aurangzébově tažení v letech 1686–1687.